# Street Kitchen
A Street Kitchen (SK) Magyarország egyik recept- és gasztromagazinja. Portált üzemeltet, ezenkívül a nyomtatottlap- és a könyvpiacon is jelen van. A naponta többször frissülő portálon a receptek mellett többek között étteremteszteléseket, színes gasztrohíreket, konyhai praktikákat és interjúkat is találhatnak az olvasók. 

## Története
A Street Kitchen (korábbi címen Szárnyas Ízvadász) története 2012 nyarán indult. Fördős Zé és Fördős Peti kölcsönkértek két kézi kamerát, ezekkel készítették az első videójukat. Zé főzött, Peti kamerázott. A felvételt átküldték egy televíziónak, de miután nem kaptak visszajelzést, feltöltötték a netre. 
A videónak aztán néhány hónap alatt elég jó nézőszáma lett. A blog koncepciója eleinte az volt, hogy Zé siklóernyővel repked, beszerez valamilyen alapanyagot, amiből aztán főz, de végül maradt csak a főzés, mert kiderült, ez is elég érdekes a nézőknek, nincs feltétlen szükség a siklóernyős részre.
A Street Kitchen márka 2013-ban született, amikor a blog továbbfejlesztéseként a fiúk azt szerették volna, hogy mások is főzzenek, ne csak Zé, ekkor többen is csatlakoztak a csapathoz. Egy év múlva pedig elindult a blog televíziós verziója, lement az első évad a főzőműsorból az RTL Klubon. De ekkor még csak receptvideókat készítettek. A fiúk apukája, Fördős Lajos már a kezdetektől segítette a csapatot, azóta pedig ő is aktív alkotója a Street Kitchennek és rendszeresen szerepel a videókban is.
2015-ben saját gyártásban és kiadásban jelentették meg Zé első szakácskönyvét, majd 2016-ban az első nyomtatott magazinjukat, amely akkor még Fördős Zé magazin címen jelent meg országos terjesztésben.
2017-ben elindult a zemagazin.hu, ahol már nemcsak videók, de rengeteg írott formátumú recept és cikk is helyet kapott, ennek az utódja a mai www.streetkitchen.hu portál.
Azóta a Street Kitchen online portál az ország egyik vezető gasztroportáljává nőtte ki magát. Emellett már évente háromszor jelenik meg az SK magazinja, és jelenleg 13 kiadott könyvnél járnak.

## Arculat
A Street Kitchen kabalája Kacsa úr, a gumikacsa, aki a kezdetek óta jelen van az SK életében. A kezdetekkor Zé és öccse, Peti a videók forgatásánál nagyon üresnek érezték a stúdiót. Kacsa úr viszont kapóra jött, és azóta ugyan nem minden videóban vehető észre, de a stúdió valamelyik sarkában mindig ott rejtőzik. Azóta is Kacsa úr az SK kabalája és logója.
A Street Kitchen továbbá előszeretettel használja a megúszós, cuccos, brutális és villantós jelzőket receptjeiben.

## Nyomtatott magazin és könyvek
A Street Kitchen márkanév alatt megjelennek könyvek és magazinok is.
A Street Kitchen magazin (korábbi címén: Fördős Zé magazin) időszaki nyomtatott kiadvány, tavaszi, nyári és téli lapszámmal. A magazinhoz rendszeresen készül Felzabáltuk! melléklet is, ami valamilyen tematikában bemutatja az ország legjobb gasztrohelyeit.
A magazinokat országosan a Lapker terjeszti, megtalálható újságárusoknál, benzinkutakon és élelmiszerboltokban.

### Könyvek
- A Street Kitchen bemutatja. Fördős Zé a konyhában. Lunchbox (2015). ISBN 9789631232158
- Fördős Zé. 83 kedvenc magyar receptem. Lunchbox (2016). ISBN 9789631266528
- Fördős Zé. Megúszós kaják – 84 ütős cucc. Lunchbox (2017). ISBN 9789786150000
- Fördős Zé. Olasz kaják. Lunchbox (2018). ISBN 9789786150024
- Jancsa Jani. A Street Kitchen bemutatja – A Nagy Burger könyv. Lunchbox (2018). ISBN 9789786150031
- Szilágyi Nóra. A Street Kitchen bemutatja – A Nagy Sütiskönyv. Lunchbox (2019). ISBN 9786150060248
- Fördős Zé. Balansz – Receptek, hogy egész évben jól érezd magad. Lunchbox (2019). ISBN 9786150060514
- A Street Kitchen bemutatja. A Nagy Tésztakönyv. Lunchbox (2020). ISBN 9786150087146
- Fördős Zé. Megúszós kaják 2 – Újabb 101 ütős cucc. Lunchbox (2020). ISBN 9786158161107
- A Street Kitchen bemutatja: A Nagy Vega könyv. Lunchbox (2021). ISBN 9786158192101
- Fördős Zé: Brutális kaják: Lunchbox (2021). ISBN 9786158192118
- A Street Kitchen bemutatja: Megúszós sütik: Lunchbox (2022). ISBN 9786158192125
- A Street Kitchen bemutatja: Fördős Lajos a konyhában. Lunchbox (2022). ISBN 9786158161114
- Fördős Zé: Ünnepek A-tól Zé-ig. Street Kitchen (2022). ISBN 9786158161121

## Felzabáltuk sorozat
Az évek során a Street Kitchen egyik védjegyévé vált a Felzabáltuk! sorozat, amelyben Zé és a Street Kitchen többi tagja Magyarországot és egész Európát végigjárva keresi a legjobb gasztrohelyeket. A csapat tagjai többek között megjárták már Barcelonát, Rómát, Dubrovnikot, de még az osztrák autópályát is. Az SK-arcok rendszeresen kipróbálják a Sziget Fesztivál vagy a Gourmet Fesztivál kajakínálatát, körbejárják a Balatont és felkutatják a legjobb helyeket országszerte. A Felzabáltuk! sorozat videóiban egyszerre több éttermet próbálnak ki a szereplők, míg a 2021-ben indult Felzabáltuk Light részeiben csak egy helyre koncentrálnak. A sorozat 2023 óta már TikTokon is elérhető.

## Az SK alkotói
- Fördős Zé
- Fördős Lajos
- Szilágyi Nóri
- Eisler Zsolt
- Horváth Ádám
- Li Mengyi
- Szántóy Domonkos
- Rábai Roxi
- Tobak Botond
- Bürgés Tamás
- Asiama Evelyn
- Lukács Zsolt